# Elatostema pinnatinervium
Elatostema pinnatinervium es una especie de planta del género Elatostema, perteneciente a la familia Urticaceae.

## Taxonomía
Elatostema pinnatinervium fue descrita por Adolph Daniel Edward Elmer en 1908.

## Distribución
Se encuentra en el territorio de Filipinas.